# Selotambak
Selotambak is een bestuurslaag in het regentschap Pasuruan van de provincie Oost-Java, Indonesië. Selotambak telt 3512 inwoners (volkstelling 2010).